# Paul Denise
Paul Denise est un homme politique français né le 19 mai 1863 à Paris où il est décédé le 28 juillet 1936.

## Biographie
Beau-frère de Camille Pelletan qui épouse sa sœur en 1903, huissier de justice à Saïgon puis avocat-avoué à Draguignan, il est député du Var de 1919 à 1924, siégeant sur les bancs radicaux. S'intéressant à la Marine, tout comme Camille Pelletan qui en avait été le ministre de 1902 à 1905, il est vice-président de la commission de la Marine militaire. Il est à l'origine de la création, le 19 mai 1936, de l'Association des amis de Camille Pelletan, réactivée en 1996 par Paul Baquiast et Georges Touroude sous le nom d'Association des amis d'Eugène et Camille Pelletan.

## Distinctions
- Officier de l'Instruction publique (1903)
- Croix de guerre 1914–1918
- Chevalier de la Légion d'honneur (1919)

## Sources
- « Paul Denise », dans le Dictionnaire des parlementaires français (1889-1940), sous la direction de Jean Jolly, PUF, 1960 [détail de l’édition]
- Paul Baquiast: une dynastie de la bourgeoisie républicaine: les Pelletan. L'Harmattan, 1996